# Јона Новгородски
Јона Новгородски је руски светитељ и архиепископ новгородски из 15. века.
Рођено име му је било Јован. Још док је био дете Михаил Клопски му је предвидео да ће бити архиепископ. Одмах по пунолетству се замонашио у манастиру Отњаја и узео име Јона. Водио је строг и суров живот, пун великих монашких подвига. Након смрти архимандрита Харитона изабран је за игумана овог манастира.
Године 1458. након смрти архиепископа Новгородског Јевтимија изабран је на његово место. Као архиепископ подигао је многе храмове, и многе украсио. Подигао је цркву Светом Сергију Радонежском; цркву Светим великим јерарсима; цркву Светом Јовану Претечи; обновио Цркву Светог великомученика Димитрија; подигао цркву Светом Симеону Богопримцу. Дао велики допринос оснивању Соловецког манастира.
Умро је 5. новембра 1470. године. Сахрањен је у манастиру Отњаја.
Православна црква прославља светог Јону 5. новембра по јулијанском календару.